# اچ‌ام‌اس ابی (۱۷۹۶)
اچ‌ام‌اس ابدیل (۱۷۹۶) (به انگلیسی: HMS Abeille (1796)) یک کشتی است.